# Convención de Santa Coloma

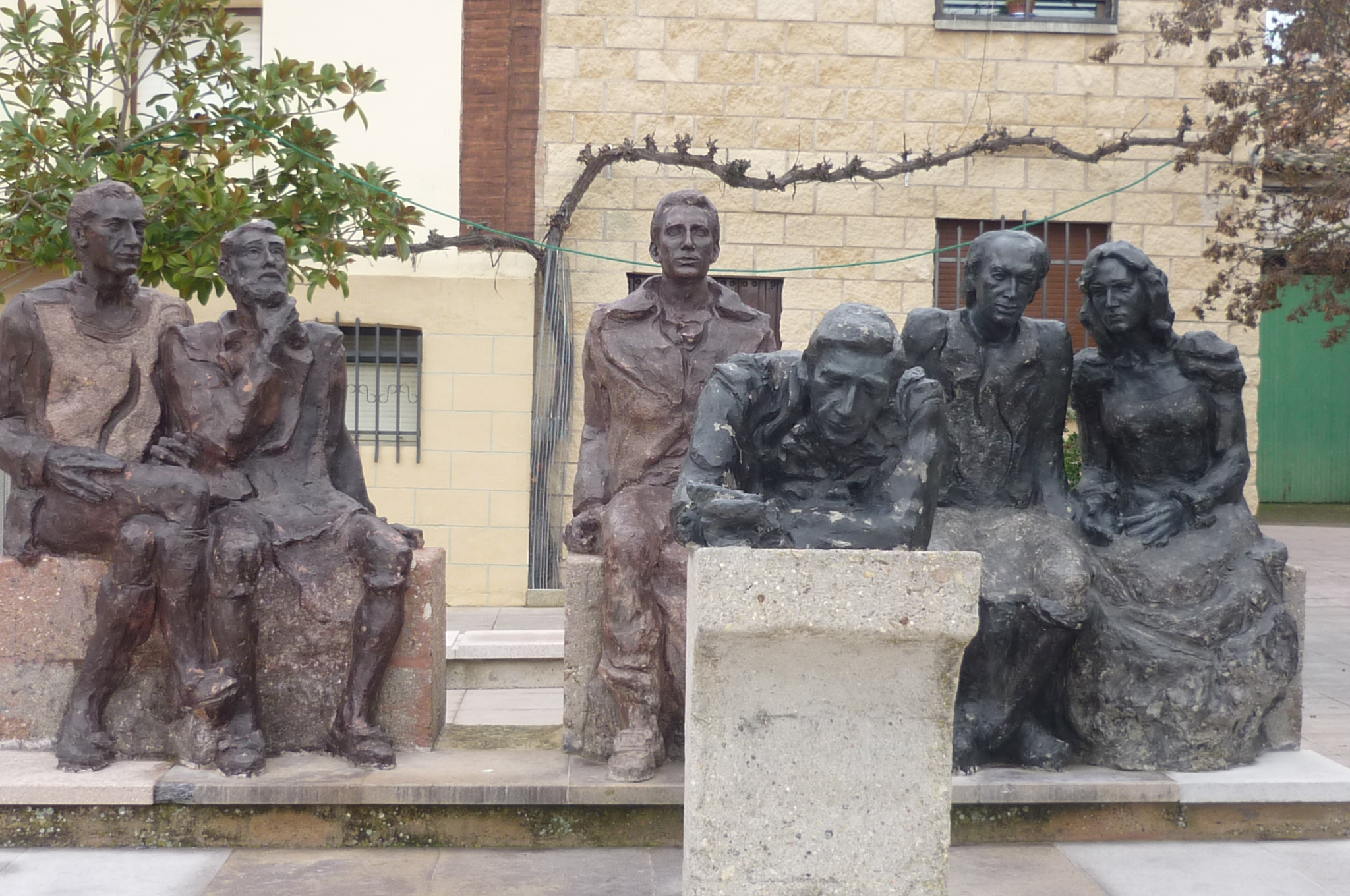
Monumento a la Convención de Santa Coloma (1812), situado en la plaza del mismo nombre en el municipio de Santa Coloma (La Rioja)

La Convención de Santa Coloma o Junta General de La Rioja es un acontecimiento histórico sucedido el 8 de diciembre del año 1812, que tiene lugar en la localidad del mismo nombre. En él se produce una reivindicación de la identidad riojana. Se da durante el transcurso de la Guerra de la Independencia Española y un año y dos días después de la disolución de la Junta de Defensa de La Rioja en 1811, cuya capital se localizaba en Soto de Cameros.
Se trata de una reunión de pueblos riojanos que tuvo lugar en lo que ellos mismos denominaban  «Cuartel General del Comandante General de la Provincia de Rioja», el cual situaron en la villa de Santa Coloma. Su objetivo era remitir a las Cortes de Cádiz un documento solicitando la unificación de La Rioja en un marco administrativo provincial propio, gobernándose de esta manera por sí misma. Se posicionaban por tanto en contra de  las sucesivas divisiones administrativas de España realizadas por los Borbones en el siglo XVIII, en las cuales la región había quedado dividida entre varias circunscripciones, algo que los riojanos no admitían. El documento que envían a Cádiz tiene el explícito título de: «La Provincia de La Rioja pide que se cree la Provincia de La Rioja». Esta asamblea además tenía también el fin de realizar una reordenación militar en el territorio, consecuencia del momento bélico vivido entonces.
Los riojanos de aquella época poseían un fuerte sentimiento de pertenencia a una región única y diferenciada, por ello no aceptaban la situación en la que se encontraba su tierra. Reivindicando un marco administrativo provincial propio en contra de la división borbónica. Porque como dijo el Marqués de Legarda, Antonio Norberto Fernández de Navarrete, en una disertación con el mismo objetivo realizada en 1813:  «un soriano, un burgalés y un alavés se parecen a un riojano como un escandinavo a un andaluz».
El suceso es un ejemplo de la necesidad de reforma territorial administrativa española por otra de mejor funcionamiento y más coherente con la realidad regional. La existente entonces generaba grandes conflictos e  inconvenientes, con lo que la propia Constitución de Cádiz de 1812 ya planteaba modificarla.
La Convención de Santa Coloma es considerada un hito histórico reivindicativo de la identidad riojana y por ello se conmemora cada año dentro de los actos englobados en el Día de La Rioja.

## Contexto histórico y antecedentes

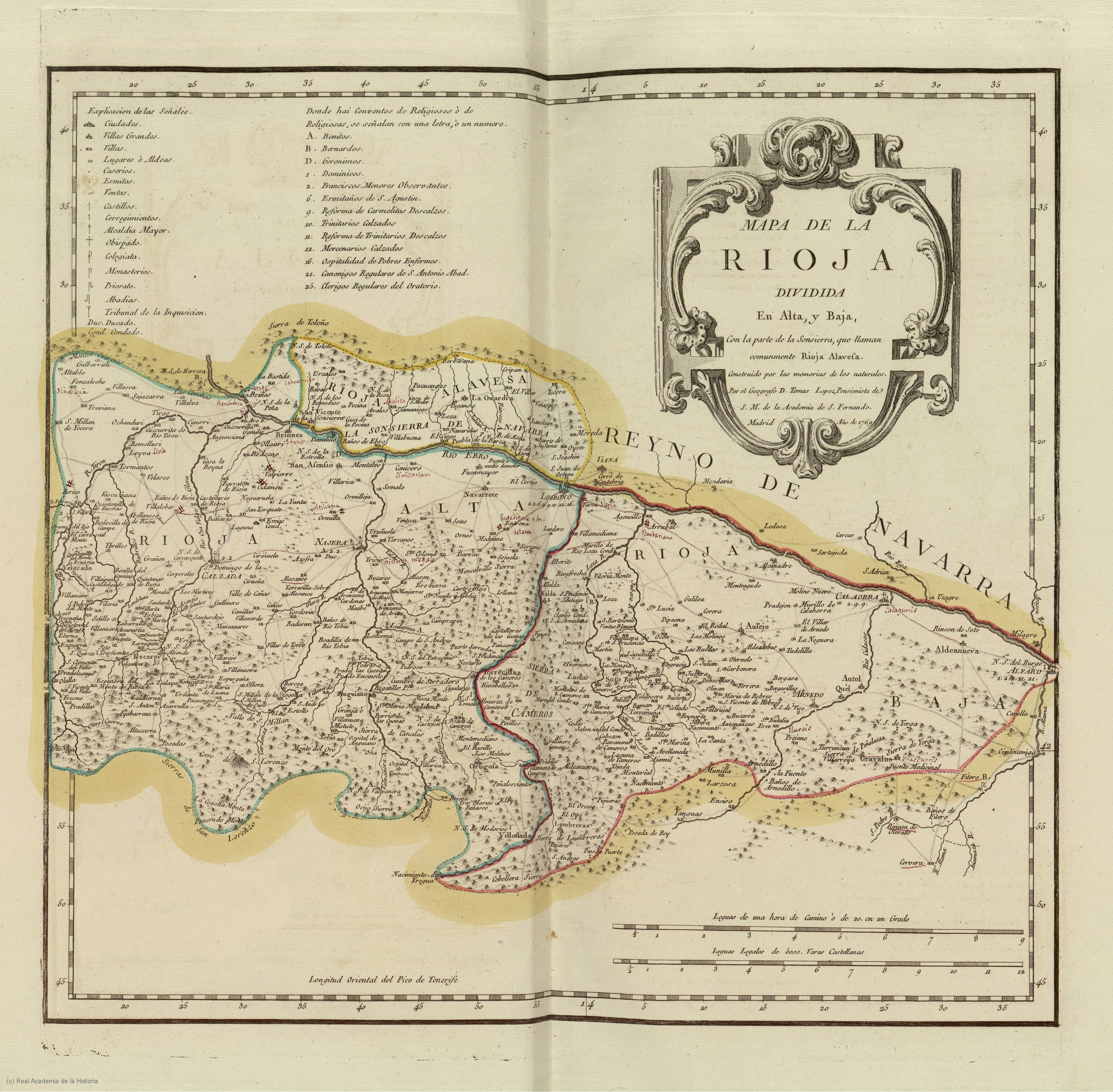
Mapa de La Rioja dividida en Alta y Baja del año 1769, del geógrafo Tomás López. Es de señalar que fue criticado entonces por no ser exacto, al haber situado varios pueblos riojanos fuera del mismo, debido seguramente a los medios rudimentarios cartográficos la época.

La existencia de un territorio denominado La Rioja viene documentada desde el siglo XI.  De comienzos del siglo XVIII tenemos muchos documentos que hablan sobre la región, como el Compendio Historial de La Rioja del fraile Mateo Anguiano publicado en 1701. Una de las frases del mismo es: «sus naturales son y se llaman Riojanos en estos tiempos».
Más tarde, en 1713, termina la Guerra de Sucesión llegando los borbones a España. Estos monarcas se plantean hacer una reforma administrativa del país dividiéndolo en 20 circunscripciones llamadas intendencias. Hasta entonces España era un país atomizado con antiguos reinos y señoríos, entre otras figuras. En este reparto La Rioja quedaría dividida entre las intendencias de Burgos, Soria y en menor medida Álava. Dicha situación no era exclusiva de La Rioja, pues otras regiones también quedarían segregadas. Posteriormente, durante el reinado de Carlos III (1759-1788), se realiza una nueva división de España en 32 provincias, de las cuales da cuenta el nomenclátor de Floridablanca. Una división, al igual que la anterior, irracional y poco coherente. En ella la región continuaría dividida.
A finales del siglo XVIII, surgieron en España unas instituciones denominadas sociedades de amigos del país, constituidas conforme a los ideales de la ilustración. La mayoría perseguían el objetivo de solventar el atraso económico y productivo que atravesaba España. En La Rioja, a pesar de estar administrativamente dividida, surge en el año 1784 una de ellas, la cual tenía el nombre de  Real Sociedad Económica de La Rioja. Sus fines eran los mismos que los del resto de organizaciones de este tipo. No obstante, además también fue una de las entidades que reclamó la unificación de La Rioja en un mismo marco administrativo, gobernándose de esta manera por sí misma. Es por tanto en el propio siglo XVIII cuando comienzan a darse las primeras demandas en dicho sentido desde un marco institucional.
En este contexto y realizándose demandas de unificación riojana, llega la Guerra de la Independencia contra los franceses, durante la cual el gobierno de José Bonaparte pretendía realizar una nueva reestructuración administrativa de España. Aprovechando esta circunstancia, el 29 de diciembre de 1808 el ayuntamiento de Logroño elabora una petición para que en sus propias palabras esta ciudad «junto con todos los Pueblos de La Rioja forme una intendencia separada». Esta es la primera demanda formal provincialista riojana de la que tenemos constancia.

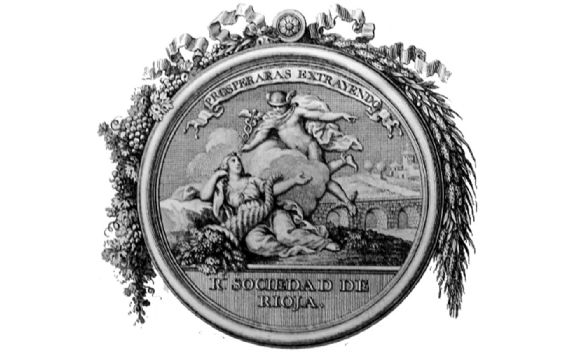
Escudo de la Real Sociedad Económica de La Rioja. Año 1790.

La guerra de la independencia fue especialmente cruenta en La Rioja, ya que como consecuencia de su localización estratégica en torno al valle del Ebro, se veía abarrotada de soldados tanto nacionales como franceses y guerrillas, por lo que se producían continuas levas de jóvenes riojanos para ingresar en el ejército, así como pérdida de vidas humanas. Asimismo debido la política de las tropas de vivir sobre el terreno, los municipios estaban obligados a abastecer de recursos y alojamiento a los soldados que residían en su territorio, provocando una gran escasez de víveres y carestía de alimentos por mantener a tantas personas. Se conserva en la documentación el caso de Navarrete, que se ve obligado a pedir ayuda de alimentos y bienes a los pueblos vecinos de Sojuela, Entrena, Medrano, Daroca de Rioja, Hornos, Sotés, Santa Coloma y Manjarrés ante la imposibilidad de abastecer a un contingente de 1200 soldados franceses que allí residían y evitar de esta manera sufrir un castigo por parte de las autoridades francesas.
Por otra parte, como consecuencia del estado bélico existía una fuerte debilidad del poder central, con lo cual se formaron en España diferentes juntas provinciales que iban a ser las encargadas de ostentar el poder político, legislativo, ejecutivo y judicial en cada territorio de una manera independiente.  En La Rioja en 1808 se formaría La Junta Central de Armamento e Insurrección de La Rioja que agrupaba a todas las guerrillas riojanas, con capital en Soto de Cameros y en 1809 se formaba a partir de esta, la Junta provincial de La Rioja que ejercía funciones tanto políticas como militares con capital en la misma localidad, consiguiendo de esta manera la anhelada unificación de la región en una misma entidad política autónoma.  Pero la alegría de los riojanos duraría poco. En 1811 la  junta fue disuelta volviendo a la situación anterior, lo que provocó una gran sensación de frustración entre sus habitantes.

## La convención de Santa Coloma

### La convención

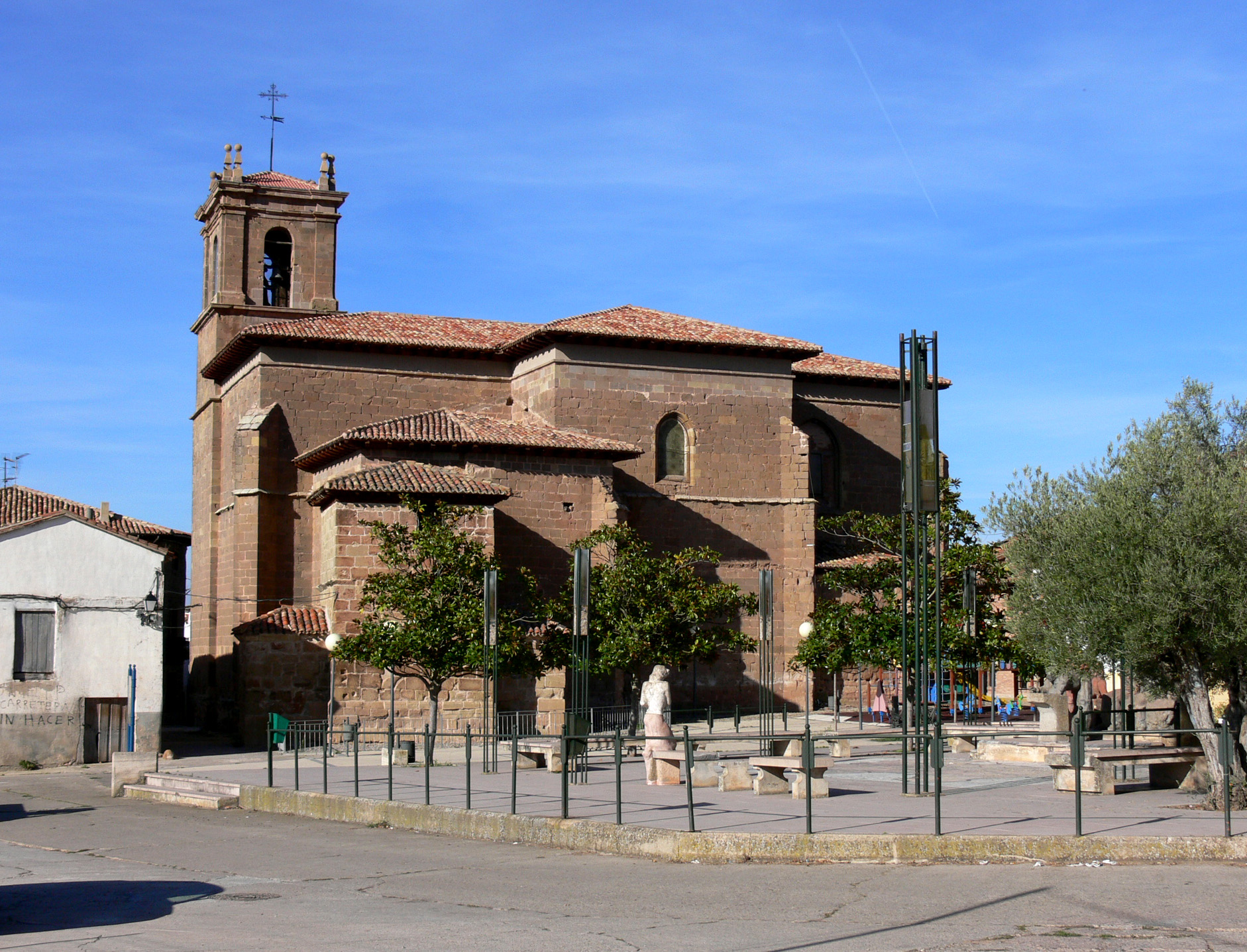
Plaza de la Convención en Santa Coloma (La Rioja). Al fondo la iglesia de la Asunción.

El 8 de diciembre de 1812, un año y dos días después de la disolución de la Junta Superior de La Rioja, tuvo lugar en el municipio de Santa Coloma una asamblea de comisionados de pueblos riojanos, en el como ellos mismos llamaban «Cuartel General del Comandante General de la Provincia de Rioja» que allí se había instalado. Esta reunión tenía dos objetivos. El primero una reordenación militar del territorio, consecuencia del momento bélico vivido entonces y el otro era el mismo que se llevaba solicitando desde el siglo XVIII, la independencia de La Rioja de las administraciones en las que había quedado dividida, gobernándose de esta manera por sí misma. Se entremezcla por tanto un sentimiento reivindicativo de la identidad riojana como una región diferenciada del resto, con otro objetivo de tipo circunstancial debido a la guerra de la independencia. Hay que tener en cuenta que ese mismo año, en 1812, era aprobada la Constitución de Cádiz. Una las pretensiones que tenía esta carta magna era reformar la caótica  división administrativa que existía entonces en España y sustituirla por otra de mejor funcionamiento. Los riojanos aprovecharon esta circunstancia para transmitir a las cortes sus  demandas identitarias provincialistas riojanas.
De los documentos sobre la convención que han llegado a nosotros, podemos extraer que en dicha reunión fueron nombrados  once electores para que a su vez nombrasen a cuatro diputados permanentes, dos de ellos serían representantes por La Rioja Alta y otros dos por la Baja. Estos cuatro se encargarían de dirigir una Junta permanente provincial. También se nombran dos extraordinarios, cuya función sería la de transmitir al Supremo Consejo Superior de Regencia y al Excmo. Señor Capitán de los reales ejércitos Don Francisco Javier Castaños las decisiones allí tomadas. Para exponer cuales fueron estas últimas, extraemos varios párrafos de la documentación de entonces que transcribimos tal y como aparecen en los originales, sin ningún tipo de cambio por nuestra parte, a lo que añadimos una aclaración para que sean mejor entendidas:
- «Se suplica que tuviera bien a dispensar a los Riojanos la gracia de que esta Provincia se repute como tal según su demarcación antigua». Es decir, solicitan que La Rioja se constituya en provincia independiente con sus límites históricos.
- «y que cesando todas las atribuciones posteriores se gobierne por sí». Es decir, que  La Rioja se gobierne por sí misma.
- «…..que los Comandantes Durán y Longa que en nada han protegido al pago, devuelvan los jóvenes Riojanos que han extraído» Es decir, que la provincia como tal dispusiera de un jefe militar propio, de modo que ninguna otra unidad militar hiciera pedidos ni requisiciones dentro de ese territorio.  Con este mismo objetivo se solicitaba también que los comandantes Durán y Longa devolviesen a los jóvenes riojanos que habían extraído para formar parte de las tropas de otras provincias.
- «Que las intendencias de Burgos y Soria no recauden sus rentas». Que no recauden las rentas de las poblaciones riojanas.

Todas ellas se resumen en dos objetivos principales que tenía la reunión: La autonomía provincial de La Rioja y obtener una administración militar propia. Acuerdan por tanto enviar a las Cortes de Cádiz unos documentos solicitando todo lo anteriormente expuesto. La junta fue convocada por el anteriormente nombrado General Castaños que fue elegido «Comandante General de la Provincia de La Rioja».

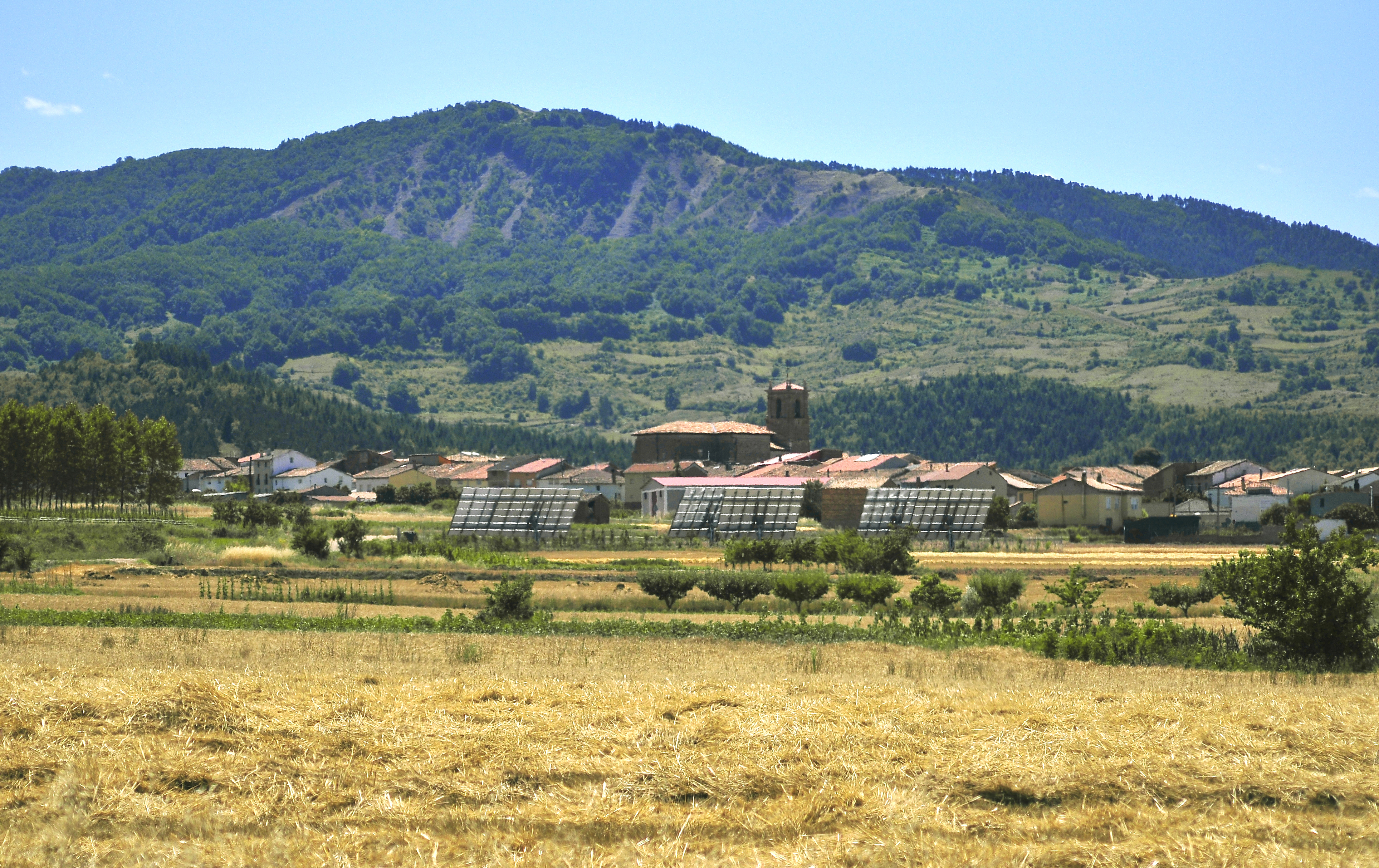
Perspectiva general del municipio de Santa Coloma (La Rioja).

Como se ha mencionado, se eligieron a 4 diputados, los dos que representaban a La Rioja Alta fueron Don Baldomero Torres de Tejada vecino de Matute e Ignacio Crespo. Junto a ellos se nombraron dos suplentes que fueron Manuel Ruiz Regidor de Baños de Rioja y Pedro García del Valle de Villoslada de Cameros. Por su parte en representación de La Rioja Baja fueron elegidos Pedro Nolasco Cabezón como primer diputado y Anastasio Albadillos como segundo. La reunión conjunta de estos tenía carácter de permanente y uno de ellos realizaría las funciones de secretario. Estos debían velar por la administración de la hacienda de La Rioja de acuerdo a las órdenes directas del comandante general, así como nombrar a un recaudador por cada partido de la provincia. Otra de sus funciones era el reparto equitativo de las solicitudes de suministros para las tropas entre sus habitantes en relación con sus posesiones.
En la documentación que ha llegado a nosotros, además de los temas puramente administrativos que hemos mencionado, también se quiere poner de manifiesto con un lenguaje romántico, habitual por aquel entonces, que los riojanos habían sido partidarios de la causa nacional, exaltándose el patriotismo de los mismos. Todo ello pese a los problemas que sufría la región.
Después de exponer temas de carácter militar pasan a justificar los motivos por los cuales solicitan la independencia administrativa de La Rioja, con gran cantidad de argumentos y explicando que «los riojanos no habían cometido delitos que les hicieran acreedores de tan dura segregación». En relación con su segregación entre Burgos y Soria.
Todos estos textos con las demandas de los riojanos fueron enviados a  Cádiz. Desconocemos el proceso de envío, pero tuvo que ser duro y dificultoso dada la situación de guerra.

### Los pueblos de la convención
Realmente desconocemos el número exacto de personas que participaron en la convención. Tampoco sabemos cuál fue el total de municipios representados en la misma. Esto se debe a que en la documentación que nos ha llegado se evita mencionarlos a todos con la siguiente frase: «…con otros diferentes que a beneficio de la brevedad se dan por expresados». Es decir, se nombra a 73 de los hombres que allí estuvieron presentes y a 59 municipios representados, pero la persona que escribió los documentos nos transmite que hay más, aunque evita nombrarlos a todos, por lo que ignoramos cuales fueron. Lo lógico parece pensar que en ciudades riojanas grandes e importantes como Logroño o Calahorra hubiera una fuerte presencia de soldados franceses y por tanto no pudieran enviar comisionados a la junta.
Hay que tener en cuenta que en la asamblea aparece en ocasiones un solo comisionado en representación de varios pueblos o varios comisionados representa a uno solo.
A continuación se nombran los pueblos y comisionados que sí sabemos con seguridad formaron parte de la Convención de Santa Coloma:

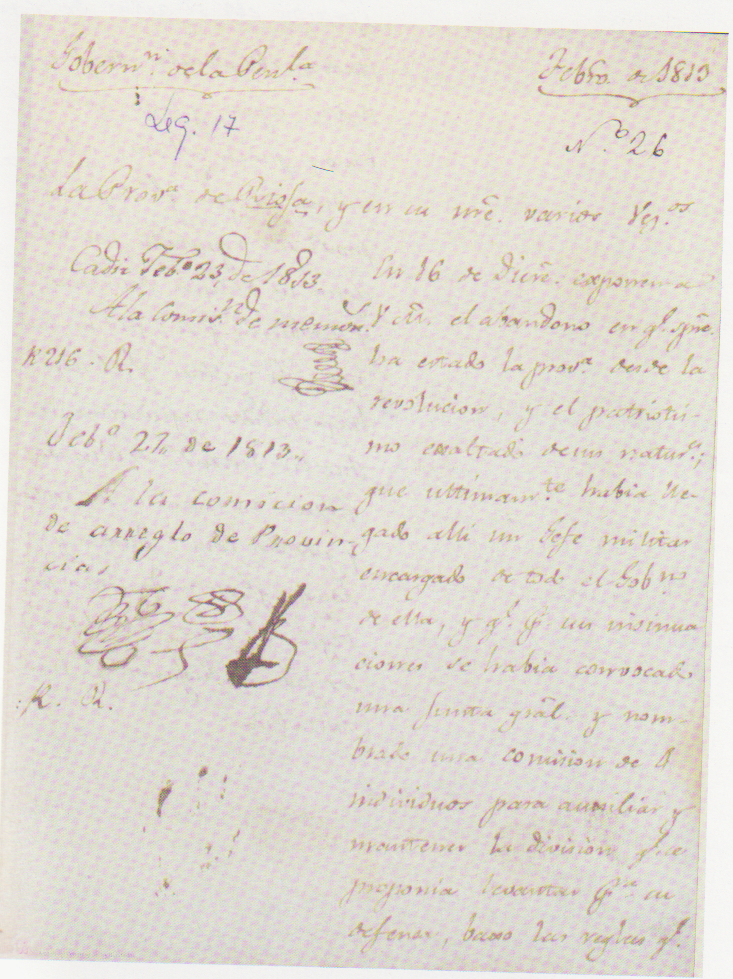
Una de las actas originales de la convención (año 1812). El texto comienza diciendo: «La provincia de La Rioja y en su nombre varios vecinos».

| Comisionados y pueblos los cuales sabemos con seguridad que asistieron | Comisionados y pueblos los cuales sabemos con seguridad que asistieron              |
| Población                                                              | Nombre de comisonado                                                                |
| ---------------------------------------------------------------------- | ----------------------------------------------------------------------------------- |
| Agoncillo-Arrubal                                                      | José Revoyro                                                                        |
| Albelda                                                                | Ángel Gómez                                                                         |
| Alcanadre                                                              | Bernardino Pastor                                                                   |
| Arenzana de Abajo                                                      | Francisco Castillo                                                                  |
| Arenzana de Arriba                                                     | Ysidro Sáenz                                                                        |
| Arnedo                                                                 | Faustino Tobar, Bernardo Otaño, Francisco Zavalo, Felipe Fernández y Andrés Alfonso |
| Ausejo                                                                 | Antonio Giménez, Pedro Espinosa y Joaquín Paz Merino                                |
| Autol                                                                  | Ignacio García Azofra, Francisco Fernández Bobadilla                                |
| Badarán                                                                | Francisco de Baños                                                                  |
| Bezares                                                                | José Náxera                                                                         |
| Brieva de Cameros                                                      | Antonio Vicente Velázquez                                                           |
| Camprovín                                                              | Lorenzo lucas Villoslada                                                            |
| Cárdenas- Mahave                                                       | Domingo Pérez                                                                       |
| Castañares de las Cuevas                                               | Bernardo Martínez de Tejada                                                         |
| Castroviejo                                                            | Feliz Pérez                                                                         |
| Cordovín                                                               | Valeriano Villar                                                                    |
| Ezcaray                                                                | Juan de Orduña y Juan Pablo de Tejada                                               |
| Fresneda de la sierra                                                  | Melchor de Grijalba                                                                 |
| Fuenmayor                                                              | Alexos Fernández del Corral                                                         |
| Gimileo                                                                | Pedro Martínez                                                                      |
| Hormilla                                                               | Pedro Fernández                                                                     |
| Hormilleja                                                             | Gaspar Fernández                                                                    |
| Jubera                                                                 | Francisco Gonzáles Orio y Pedro González                                            |
| Lagunilla                                                              | José María Íñiguez                                                                  |
| Ledesma                                                                | Francisco López Montenegro y Casimiro Isla                                          |
| Leza de Río Leza                                                       | Antonio Pinillos                                                                    |
| Matute                                                                 | Tiburcio de Tejada                                                                  |
| Montenegro de Cameros                                                  | Ramón Antonio Soriano                                                               |
| Murillo de Río Leza                                                    | Manuel Malo y Lucio Ruíz                                                            |
| Nájera                                                                 | Dr. Juan Manuel de Santiago, Manuel Aguirre y José Pío García                       |
| Nalda                                                                  | Julián Zarzuelo y Vitor Pérez                                                       |
| Nestares                                                               | Manuel Ximénez                                                                      |
| Ojacastro                                                              | Antonio Calvo                                                                       |
| Ollauri                                                                | Segundo Samaniego                                                                   |
| Ortigosa de Cameros                                                    | Agapito González                                                                    |
| Pedroso                                                                | José San Martín y Domingo Ysasi                                                     |
| Pradejón                                                               | Manuel Lavega                                                                       |
| Pradillo de Cameros                                                    | Diego Gómez                                                                         |
| Ribafrecha                                                             | Antonio Zumarán y Juan Simón Sáenz                                                  |
| Rivas                                                                  | Lorenzo López                                                                       |
| San Millán y Valle                                                     | Manuel del Cerro y Andrés Ureta                                                     |
| Santa Coloma                                                           | Ldo. Martín Fernández                                                               |
| Santurde de Rioja                                                      | Antonio Hidalgo                                                                     |
| Santurdejo                                                             | Julián Larrea                                                                       |
| Sorzano                                                                | Ildefonso Castroviejo                                                               |
| Tobía                                                                  | Juan Pérez                                                                          |
| Torrecilla de Cameros                                                  | Ángel Velilla                                                                       |
| Tricio                                                                 | Ldo. Francisco Tiburcio García                                                      |
| Ventosa                                                                | José Mateo Gil                                                                      |
| Viguera                                                                | Lorenzo Martínez                                                                    |
| Villanueva de Cameros                                                  | Manuel Martínez                                                                     |
| Villar de Torre                                                        | Luis del Pozo                                                                       |
| Villaverde de Rioja                                                    | José Ureta                                                                          |
| Villoslada de Cameros                                                  | Ángel Ramón de Muro                                                                 |
| Viniegra de Abajo                                                      | Santiago de Olave                                                                   |
| Viniegra de Arriba                                                     | Eugenio Ruiz de Ubago                                                               |

### Los documentos de la convención
Los documentos que conservamos de aquella reunión son los siguientes:
1. Acta de la reunión que tuvo lugar en Santa Coloma el 8 de diciembre de 1812.
2. El nombramiento de los cuatro diputados que tienen que componer la comisión de obligaciones de la provincia con su milicia.
3. Declaración de las obligaciones adquiridas por la comisión de la provincia de Rioja hacia la milicia perteneciente a la misma de acuerdo a lo acordado en la Junta General que había tenido lugar el 8 de diciembre de 1812.
4. Exposición de las ideas y reivindicaciones territoriales y militares por parte de La Rioja al consejo supremo de la regencia del reino que habían tenido lugar el 8 de diciembre de 1812.
5. Carta de presentación de todo el resto de la documentación citada anteriormente a la gobernación de la península en el mes de febrero de 1813.

## Éxito de las demandas riojanas y hechos posteriores a la convención
Realmente la tentativa de la Convención de Santa Coloma no cristalizó y la junta creada a tal efecto no se llegó a poner en marcha de forma permanente. Tampoco fue la primera demanda riojana en este aspecto. Sin embargo, sí constituyó un hito histórico, ya que fue la primera vez que una reivindicación de los riojanos por su autonomía provincial llegó a las cortes, fue remitida a la comisión de arreglo de provincias y se reflejó por escrito en los archivos del gobierno.  Después de ella se siguieron sucediendo reivindicaciones provincialistas riojanas, que finalmente tendrían éxito con la constitución de una provincia riojana una década después, aunque bajo la denominación de su capital, Logroño.

### Las tentativas provincialistas riojanas de 1820-1821
La Constitución de Cádiz de 1812 no se puso entonces en práctica debido a la reacción absolutista de Fernando VII. Sin embargo, en 1820 se produce un levantamiento militar del general Rafael de Riego en Las Cabezas de San Juan que logra proclamar la mencionada carta magna, dando comienzo al periodo denominado en la historia Trienio Liberal. Así pues, se intentaron llevar a efecto los proyectos planteados en 1812, entre ellos la reordenación territorial de España. Intentando sustituir la división existente entonces por otra más adecuada. Esta circunstancia sería aprovechada por los provincialistas riojanos para volver a incidir nuevamente en sus demandas.
Una de estas reivindicaciones parte de la Real Sociedad Económica de La Rioja, entonces denominada Sociedad Riojana, que elabora un documento en 1820 con este objetivo titulado: «Exposición de las razones que la Sociedad Riojana presenta al Congreso Nacional en apoyo a la solicitud para que en la Rioja se forme una Provincia separada e independiente». Donde se exponen en defensa del mencionado propósito argumentos históricos, culturales, geográficos y económicos.
También en 1820 se produce una reunión en Logroño con el mismo objetivo, solicitar la creación de una provincia para la región de La Rioja. En su manifiesto reclaman en sus propias palabras que: «Los Riojanos estén unidos en una sola familia» y continúan haciendo referencia a «Los daños gravísimos que nos ha causado una dependencia tan impolítica, como desbarrada», refiriéndose, naturalmente, a la desmembración de La Rioja entre Soria y Burgos. Además convocan una asamblea de pueblos riojanos que se produce el 26 de junio de 1820 en la localidad de Torremontalbo, acudiendo esta vez representantes de la totalidad de los partidos de La Rioja a excepción de los de Villoslada de Cameros y Calahorra, cuya presencia fue prohibida por el jefe político de Soria.
Otra iniciativa con el mismo propósito la tendría el ilustrado riojano y director de la Real Academia de la Historia, Martín Fernández de Navarrete que escribió en 1821 una misiva de 66 folios titulada «Carta de un riojano a un Señor Diputado en Cortes» en donde plasmó una serie de argumentos históricos, geográficos, étnicos y económicos en defensa del mencionado propósito.

### La Rioja como provincia en 1822.
Finalmente, las cortes aprueban en 1822 una división de España en 51 provincias. En ella se tuvieron en cuenta las reivindicaciones identitarias del provincialismo riojano, por lo que se la declaró provincia independiente. En un principio se quiso mantener su nombre de Rioja, pero finalmente se le dio el de su capital, Logroño. Sin embargo el éxito sería efímero, ya que el ejército de los Cien Mil Hijos de San Luis al mando del duque de Angulema invadió España en 1823 restaurando el absolutismo de Fernando VII. Así pues, se terminaría de esta manera con el periodo denominado Trienio Liberal, dándose comienzo a la Década Ominosa. Por este motivo serían derogadas todas las reformas liberales realizadas en el periodo anterior, incluida la división provincial.

### Éxito definitivo, La Rioja como provincia en 1833.
En 1833 muere Fernando VII, por lo que se vuelve a realizar una nueva división provincial liberal, la cual era básicamente la misma a la realizada en 1822. Por tanto se restauró la provincia de Logroño, aunque sin embargo no se le devolvió su nombre de La Rioja quedándose con el de su capital. Asimismo también se le recortaron algunos trozos que sí se incluían en la provincia de 1822, de manera que algunos pequeños pedazos de La Rioja  quedaron incluidos en las provincias vecinas. Estos son los límites que han llegado hasta nosotros.

## La Rioja en la prensa de la época
En aquella época se dio una  reivindicación de la identidad riojana como producto del sentimiento  de pertenencia de sus habitantes a una región determinada por elementos culturales, geográficos, históricos y políticos propios. Sin embargo, este reconocimiento de su identidad  no fue algo meramente local, sino del conjunto de la nación. Así pues, en la prensa de la época se aprecia como reconocen a La Rioja como una región diferente y aparte de las demás. Por ejemplo en el Diario de Mallorca de 1808 se afirma que Napoleón Bonaparte «ha pedido un número sumamente excesivo de hombres de las provincias de Navarra, Aragón y Rioja, pero que no conoce quan vano y temerario es semejante intento, que solo servirá para confirmarle que los españoles jamás consentirán su yugo opresor». Otra muestra es La Gazeta de México de 1809 en la cual  se destaca la participación patriótica de los riojanos en la contienda, diciendo lo siguiente: «Por varias cartas interceptadas sabemos que hacen nuestros hermanos de las provincias vascongadas, Rioja y Navarra, en medio de su opresión, para incomodar a los franceses que transitan por allí, de modo que aun en carabanas no pueden viajar sino con mucho peligro».

## El concepto de provincia, provincialismo, región, país y patriotismo referidos a La Rioja en los documentos de la época
En los documentos de la época que nos hablan de todo este periodo, encontramos términos como provincialismo patriótico, provincia, país o región referidos a La Rioja. Sin embargo, existe un error frecuente al leer o interpretar textos antiguos y es que el significado de las palabras cambia con el tiempo, por lo que la definición de estos términos a finales del siglo XVIII y comienzos del siglo XIX no es igual a la actual.
En realidad, en la época en la que tuvo lugar la convención de Santa Coloma, los significados de los términos región, país y provincia estaban íntimamente relacionados, utilizándose frecuentemente de manera indistinta. Esto lo podemos apreciar por ejemplo en el Diccionario de la lengua castellana por la Real Academia Española de 1812 que define la palabra país como «Región, reino, provincia o territorio regio».
Las palabras provincialismo o provincial se definen como todo lo relativo a la provincia, la palabra patria es el lugar donde se ha nacido y el patriotismo es el amor por el lugar de nacimiento.
Por tanto, cuando en los textos antiguos se hace alusión al provincialismo patriótico de los riojanos se alude en realidad a un fuerte sentimiento de pertenencia de sus habitantes a una región territorial, cuyos pobladores se sentían unidos por una misma tradición, unos intereses semejantes y una cultura común. Asimismo, cuando aparece el término provincia, debe ser entendido con el significado de región que responde a unos parámetros socioculturales comunes.

## La conmemoración en la actualidad de la convención de Santa Coloma
Todos los años el 8 de junio se realiza una conmemoración de la convención de Santa Coloma en esta localidad.  A ella acuden multitud de personas para recordar aquella reunión que tuvo lugar en 1812. Este acontecimiento histórico fue un hito en la reivindicación de la identidad riojana y por tanto los actos realizados en la mencionada localidad se engloban dentro del Día de La Rioja. Actúan grupos folclóricos y se dan conferencias y discursos. Todo es exaltación de los valores que unen al pueblo riojano. Al día siguiente, el día 9, tienen lugar los actos institucionales del día de La Rioja en San Millán de la Cogolla.
La convención de Santa Coloma constituye un símbolo de la identidad riojana.